# Europese Album Top 100
De Europese Album Top 100 (Engels: European Top 100 Albums) was de Europese variant van de Billboard Hot 200. De hitlijst werd uitgegeven van maart 1984 tot december 2010 door Billboard. De lijst gaf de honderd bestverkochte muziekalbums van het moment weer uit 15 Europese landen: België (Vlaanderen en Wallonië), Denemarken, Duitsland, Finland, Frankrijk, Hongarije, Ierland, Italië, Nederland, Noorwegen, Oostenrijk, Spanje, het Verenigd Koninkrijk, Zweden en Zwitserland.